# Модулор

Модулор. Шкалы измерений. 1948

Построение «золотого прямоугольника» по методу Ле Корбюзье. Чертёж В. Г. Власова. 2007

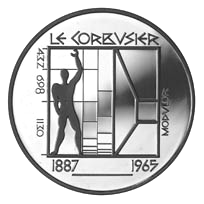
Памятная монета в 5 швейцарских франков с изображением Модулора. 1987

Модуло́р (фр. Le Modulor, от лат. modulor — измеритель) — система пропорционирования, разработанная французским архитектором Шарлем-Эдуаром Жаннере (псевдоним Ле Корбюзье; 1887—1965), одним из основоположников искусства модернизма. Ле Корбюзье был инициатором многих архитектурных течений. В 1920—1930-х годах заинтересовался «принципом прямого угла» в классической архитектуре. В 1945 году начал работу над собственной теорией гармонии в архитектуре. В 1948 году в Париже вышла книга Ле Корбюзье «Mod-1» («Модулор-1»), или «Опыт соразмерной масштабу человека всеобщей гармоничной системы мер, применимой как в архитектуре, так и в механике». В 1955 году опубликована книга «Mod-2», или «Слово за теми, кто пользовался модулором».
Ле Корбюзье подчеркивал, что в связи с переходом в 1795 году от античной системы антропоморфных мер к искусственной метрической системе был утрачен эффект гармонического резонанса пропорций человека и окружающей среды. Современная архитектура стала чуждой человеку прежде всего пропорционально, а затем, как неизбежное следствие, — эмоционально и духовно. Убедившись на собственном опыте в изъянах индустриального метода изготовления элементов крупноблочного строительства, Ле Корбюзье разработал инструмент пропорционирования, «настроенный» на шкалу «золотых отрезков».
В процессе своих построений Ле Корбюзье использовал «принцип прямого угла», хорошо известный в классической архитектуре, в частности, в проектах Андреа Палладио (такие зарисовки имеются в альбоме Ле Корбюзье), совместив его с геометрическим способом построения «золотого сечения», основанного на проецировании диагонали «двусмежного квадрата». В результате, исходя из античной идеи парных мер, французский архитектор предложил две шкалы гармонично возрастающих величин в пропорции «золотого сечения». Основой «красного ряда» послужила величина 108 см (условное расстояние от уровня земли до пуповины взрослого человека), а основой второго, «синего ряда» — удвоенная величина: рост человека с поднятой рукой — 216 см. Оба ряда стремятся к нулю (вниз) и к бесконечности (вверх). Графическая схема Модулора представляет собой стилизованную фигуру человека с поднятой рукой (со временем этот рисунок приобрел значение эмблемы модернистской архитектуры и «подписи» знаменитого архитектора) и двумя пропорциональными шкалами, красной и синей.
Существенно, что условность исходных размеров не влияет на гармонию пропорций. Согласно «Канону» Поликлета, идеальная высота фигуры равна 261,8 см (квадрат «золотого числа»), в древнерусском «вавилоне» (см. пропорционирование) — 176,4 см. Когда во время лекции в Англии Ле Корбюзье возразили, что взятая им за основу мера роста человека 175 см типична только для малорослых французов, он пересчитал свои ряды для среднего роста английского полисмена (в шлеме!) в шесть футов, или 182,88 см (с поднятой рукой в 226 см). Гармонические отношения частей обеих шкал от этого не изменились.
По замыслу архитектора, с помощью его пропорциональной системы можно устанавливать множество размеров строительных деталей, соблюдая многообразие сопрягаемых элементов. Их взаимные размеры будут антропоморфными и, следовательно, способными вызывать ощущения гармонического резонанса. Ле Корбюзье ездил по миру с лекциями, выступал на съездах архитекторов, конференциях и семинарах, убеждая промышленников, банкиров и строителей в преимуществах «Модулора». Однако изобретение не оправдало возложенных на него надежд. В индустриальном мире удобнее и выгоднее пользоваться универсальной метрической системой кратных отношений, чем возиться с множеством иррациональных чисел.
Ле Корбюзье использовал масштабирование модулора в проектировании многих зданий, в том числе «Нотр-Дам-дю-О» и зданий в Чандигархе, при строительстве первого многоквартирного дома «Жилая единица» в Марселе.
Критики Модулора выражали обеспокоенность условностью предлагаемой системы и иронизировали над идеализмом автора. Перестраивать индустриальное производство строительных материалов, панелей и бетонных блоков, отказываясь от метрической шкалы измерений, ради отвлечённой гармонии никто не собирался. Кроме того, отмечалась произвольность меры роста человека, выбранной для удобства вычислений (пусть и в разных вариантах) без учёта этнических и половых различий. По словам английского архитектора Робина Эванса, «женское тело» в теории Ле Корбюзье «опоздало к рассмотрению и было отброшено как ненужный источник гармонии пропорций».
Изображение модулора находилось на швейцарской банкноте в 10 франков образца 1997 года, посвященной Ле Корбюзье.